# 1230'erne
Århundreder: 12. århundrede – 13. århundrede – 14. århundrede
Årtier: 1180'erne 1190'erne 1200'erne 1210'erne 1220'erne – 1230'erne – 1240'erne 1250'erne 1260'erne 1270'erne 1280'erne
År: 1230 1231 1232 1233 1234 1235 1236 1237 1238 1239